# Robert Strauß (Fußballspieler)
Robert Strauß (* 7. Oktober 1986 in Oettingen) ist ein ehemaliger deutscher Fußballspieler und heutiger Fußballfunktionär. Der Mittelfeldspieler stand zuletzt beim 1. FC Heidenheim unter Vertrag. Seit 2022 ist er Bereichsleiter Sport beim FCH.

## Karriere
Der aus Großsorheim stammende Robert Strauß spielte in seiner Jugend in seiner Heimat beim SV Großsorheim und dem TSV 1861 Nördlingen. 2001 wechselte er 14-jährig in die Jugendmannschaft des FC Augsburg. 2003 wurde er mit 18 Jahren erstmals in der ersten Mannschaft eingesetzt, die in der drittklassigen Regionalliga Süd spielte. Auch in seinem letzten Jugendjahr wurde er mehrfach in die Erste geholt, bevor er 2005 endgültig in den Topkader aufgenommen wurde. In seinem ersten Seniorenjahr brachte er es als Einwechselspieler auf 17 Einsätze und am Ende der Saison gelang der Aufstieg in die 2. Bundesliga. Bis zum neunten Spieltag der Saison 2006/07 musste er dann zwar auf seinen ersten Profieinsatz warten, aber bereits zwei Spieltage später stand er in der Startelf und erzielte gegen den SC Freiburg sogar sein erstes Profitor. Von da an bestritt er fast den kompletten Rest der Saison in der Stammelf. Das hohe Niveau konnte er im Jahr darauf allerdings nicht halten, so dass er häufig nur auf der Bank saß und nur eine von 23 Partien über die volle Spielzeit spielte. Dies verschärfte sich noch in seinem dritten Profijahr (2008/09), weil er starke Konkurrenz auf seiner Stammposition auf der rechten Mittelfeldseite bekommen hatte, und so saß er zeitweise sogar nur auf der Tribüne. Obwohl er in diesem Jahr nur zu sechs kürzeren Einsätzen gekommen war, blieb er dennoch ein weiteres Jahr in Augsburg. Obwohl er sich in der Frühphase der Saison einen Außenbandanriss im Knie zuzog, konnte er sich diesmal in die Mannschaft zurückkämpfen. Kaum war er allerdings einige Male in der Startelf gestanden, beendete ein Innenbandriss nach einem Foul seine Saison.
Mit Auslaufen seines Vertrags wechselte Strauß zur Saison 2010/11 zum Zweitliga-Aufsteiger FC Erzgebirge Aue. Dort verpasste er nach einem erneuten Innenbandanriss im Knie den größten Teil der ersten Saisonhälfte, in der Rückrunde kam er nur als Einwechselspieler zum Einsatz. Auch in der nächsten Saison schaffte er nicht den Sprung in die Stammelf und kam nur zu zwei Kurzeinsätzen in der Hinrunde. Deshalb entschloss er sich, in der Winterpause den Verein zu verlassen und eine Spielklasse tiefer zu gehen.
Im Januar 2012 wechselte Strauß zum Drittligisten 1. FC Heidenheim, wo er einen Vertrag zunächst bis zum 30. Juni 2014 unterschrieb. Bei den Schwaben wurde er in der Rückrunde wieder regelmäßig eingesetzt und kam auf 14 Spiele. In den folgenden Jahren etablierte er sich beim FCH als Stammspieler auf der Rechtsverteidiger-Position. Mit Heidenheim beendete er die Saison 2013/14 als Drittligameister und stieg in die 2. Bundesliga auf. Dort gelang in der Folgesaison souverän der Klassenerhalt, Strauß hatte 33 von 34 Spielen bestritten. Im DFB-Pokal erreichte er mit dem 1. FC Heidenheim 2015/16 und 2018/19 das Viertelfinale. Seinen zum 30. Juni 2020 auslaufenden Vertrag wird er nicht mehr verlängern und im Anschluss seine aktive Karriere beenden.

## Nach der aktiven Karriere
Im Anschluss an sein Karriereende wurde Strauß Assistent des Vorstands des 1. FC Heidenheim.
Seit Juni 2022 ist er Bereichsleiter Sport.

## Erfolge
- Aufstieg in die 2. Bundesliga mit dem FC Augsburg: 2006
- Aufstieg in die 2. Bundesliga mit dem 1. FC Heidenheim: 2014